# Q0-matrice
En mathématiques, une Q0-matrice est une matrice carrée réelle apportant des propriétés particulières aux problèmes de complémentarité linéaire. Ce sont celles qui assurent l'existence d'une solution dès que le problème est réalisable.

## Définitions

### Quelques notations
Pour un vecteur {\displaystyle v\in \mathbb {R} ^{n}}, la notation {\displaystyle v\geqslant 0} signifie que toutes les composantes {\displaystyle v_{i}} du vecteur sont positives.
On note {\displaystyle \mathbb {R} _{+}^{n}:=\{x\in \mathbb {R} ^{n}:x\geqslant 0\}} l'orthant positif de {\displaystyle \mathbb {R} ^{n}}.
Si {\displaystyle A} est une matrice d'ordre {\displaystyle n}, on note {\displaystyle A(\mathbb {R} _{+}^{n}):=\{Ax:x\geqslant 0\}} l'image de {\displaystyle \mathbb {R} _{+}^{n}} par {\displaystyle A} ; c'est un cône polyédrique (donc un fermé).

### Problème de complémentarité
Étant donnés une matrice réelle carrée {\displaystyle M\in \mathbb {R} ^{n\times n}} et un vecteur {\displaystyle q\in \mathbb {R} ^{n}}, un problème de complémentarité linéaire consiste à trouver un vecteur {\displaystyle x\in \mathbb {R} ^{n}} tel que {\displaystyle x\geqslant 0}, {\displaystyle Mx+q\geqslant 0} et {\displaystyle x^{\!\top }(Mx+q)=0}, ce que l'on écrit de manière abrégée comme suit :
{\displaystyle {\mbox{CL}}(M,q):\qquad 0\leqslant x\perp (Mx+q)\geqslant 0.}
Un point {\displaystyle x} vérifiant {\displaystyle x\geqslant 0} et {\displaystyle Mx+q\geqslant 0} est dit admissible pour le problème {\displaystyle {\mbox{CL}}(M,q)} et l'ensemble
{\displaystyle {\mbox{Adm}}(M,q):=\{x\in \mathbb {R} ^{n}:x\geqslant 0,~Mx+q\geqslant 0\}}
est appelé l'ensemble admissible de ce problème. On dit que le problème {\displaystyle {\mbox{CL}}(M,q)} est réalisable si {\displaystyle {\mbox{Adm}}(M,q)\neq \varnothing }.

### Q0-matrice
Pour {\displaystyle M\in \mathbb {R} ^{n\times n}}, on introduit les deux cônes de {\displaystyle \mathbb {R} ^{n}} suivants
{\displaystyle {\begin{array}{rcl}Q_{R}(M)&:=&\{q\in \mathbb {R} ^{n}:\operatorname {CL} (M,q)~{\mbox{est réalisable}}\},\\Q_{S}(M)&:=&\{q\in \mathbb {R} ^{n}:\operatorname {CL} (M,q)~{\mbox{a une solution}}\}.\end{array}}}
Évidemment {\displaystyle Q_{S}(M)\subset Q_{R}(M)}, sans que l'on ait nécessairement égalité (c'est ce qui motive l'introduction de la notion de Q0-matrice). Le cône {\displaystyle Q_{R}(M)} est convexe polyédrique car il s'écrit comme la somme de deux cônes convexes polyédriques :
Au contraire, {\displaystyle Q_{S}(M)} n'est pas nécessairement convexe. En réalité, on montre que {\displaystyle Q_{S}(M)} est une réunion de cônes convexes polyédriques,, (disjoints quel que soit {\displaystyle q} si et seulement si {\displaystyle M} est suffisante en colonne) :
où {\displaystyle K_{I}} est la matrice dont les colonnes sont données par
{\displaystyle (K_{I})^{I}=-M^{I}\qquad {\mbox{et}}\qquad (K_{I})^{I^{c}}=I^{I^{c}}.}
On voit que les deux cônes dont {\displaystyle Q_{R}(M)} est la somme sont contenus dans {\displaystyle Q_{S}(M)} ; on les obtient en prenant {\displaystyle I=\varnothing } et {\displaystyle I=\{1,\ldots ,n\}}. Ces observations conduisent à la définition suivante.
Q0-matrice — On dit qu'une matrice {\displaystyle M\in \mathbb {R} ^{n\times n}} est une Q0-matrice si elle vérifie l'une des conditions équivalentes suivantes :
1. le problème {\displaystyle \operatorname {CL} (M,q)} a une solution s'il est réalisable,
2. {\displaystyle Q_{S}(M)=Q_{R}(M)},
3. {\displaystyle Q_{S}(M)} est convexe.

On note {\displaystyle \mathbf {Q_{0}} } l'ensemble des Q0-matrices.